# Thaddeus Cahill
Thaddeus Cahill (Iowa, 18 de junho de 1867 — Nova Iorque, 12 de abril de 1934) foi um proeminente engenheiro eletricista e inventor do início do século XX. Ele é creditado pela invenção do primeiro instrumento musical eletromecânico, o telarmónio. Sua intenção era que a música desse novo instrumento fosse transmitida em hotéis, restaurantes, cinema e em domicílio através da linha telefônica.
Cahill nasceu em uma pequena cidade de Iowa, mas foi criado em Oberlin, Ohio. gradou-se pela Columbian University (atualmente Universidade de George Washington), obtendo seu mestrado em Direito em 1893. Interessado pela música, apresentou em 1900 o primeiro protótipo do telarmónio em Washington D.C..